# HD 164064
HD 164064，又名BD-04 4384，SAO 142012、HR 6706，是一颗恒星，视星等为5.87，位于銀經22.62，銀緯9.24，其B1900.0坐标为赤經17h 54m 18.1s，赤緯-4° 9.24′ 41″。